# 塗文祥
塗文祥（1476年—？），字舜徵，江西南昌府靖安縣人，民籍，明朝政治人物。

## 生平
江西鄉試第二十一名舉人。弘治十五年（1502年）中式壬戌科會試第三十六名，三甲第一百六十二名進士。

## 家族
曾祖塗鳳韶，封承德郎工部主事；祖父塗淮，知府；父塗僴，義官。母黃氏。重庆下。